# Chiquititas, rincón de luz
Chiquititas, rincón de luz es una película argentina dirigida por José Luis Massa y producida por 
Carlos Mentasti junto a Cris Morena.

## Argumento
Relata la vida de unos huérfanos que son obligados a trabajar en una granja a cargo del Coronel Francisco Estévez y también de Marga Calvo.
Hasta que Belén llega a través del libro que Tok y el Viejo Sabiondo le recomendaron, Belén conoce a Alejo que vivía con un chico llamado Felipe. Una de las chicas llamada Camila se encontraba con Felipe todas las noches en secreto. Pero el coronel estaba interesado en una cueva que contenía diamantes muy caros hasta que al final los diamantes son de Belén. Es una historia llena de magia y de canciones.

## Reparto

### Protagonistas
- Romina Yan -  Belén Fraga
- Facundo Arana - Alejo Méndez Ayala

### Antagonistas
- Juan Leyrado - Francisco Estévez
- Alejandra Flechner - Marga Calvo

### Elenco Infantil/Juvenil
- Camila Bordonaba - Camila Bustillo
- Felipe Colombo - Felipe Mejía
- Benjamín Rojas - Bautista Arce
- Luisana Lopilato - Luisana Maza
- Nadia di Cello - María Fernández
- Federico Barón - Federico Martinez
- Milagros Flores - Juana Maza
- Cristián Belgrano - Cristián Maza
- Agustín Sierra - Agustín Maza
- Natalia Melcon - Natalia “Tali” Ramos Pacheco Acevedo
- Sebastián Francini - Sebastián Mansilla
- Brian Vainberg - Tok

Barracuda

### Personajes Secundarios
- Roberto Carnaghi - Intendente
- Gilda Gentile - Gitana
- Carlos Kaspar - Vendedor de huevos
- Gustavo Pastorini - Vendedor de conejos
- Alejandra Perlusky - Pescadora
- Lelio Lesser - Hombre del pueblo
- Franklin Caicedo - Sabio

## Banda sonora
En 2002 salió a la venta la banda sonora de la película, titulada Chiquititas la Película: Rincón de Luz que fue editada por la empresa Sony Music Argentina bajo la supervisión de Cris Morena. El CD contenía las canciones del programa con nuevas versiones:
- 01. Rinconcito de Luz (introducción)
- 02. Pimpollo
- 03. Penitas
- 04. Hasta Diez
- 05. Había una vez
- 06. Pienso En Ti
- 07. Todo Todo
- 08. Rebelde
- 09. Ángeles cocineros
- 10. Rinconcito de Luz